# Вишневский, Дмитрий Константинович
Дмитрий Константинович Вишневский (1905 год, Верный — 1969 год) — сотрудник советских спецслужб, полковник, министр госбезопасности/внутренних дел Таджикской ССР (1948—1954).

## Биография
С 5 сентября 1923 в ОГПУ, сотрудник спецотдела ОГПУ в городе Сары-Комар, с декабря 1929 по март 1930 уполномоченный окружного отдела ГПУ в Андижане и в Намангане, с апреля 1932 по 23 февраля 1935 — начальник Кокандского отделения ГПУ/НКВД, с 23 февраля по ноябрь 1935 года — помощник начальника кокандского сектора управления НКВД, с ноября 1935 по 8 мая 1936 начальник 6-го отдела УГБ НКВД Узбекской ССР. С 23 февраля 1936 — старший лейтенант госбезопасности. С 8 мая 1936 по 25 мая 1937 — помощник начальника Бухарского управления НКВД. 23 августа 1939 года получил звание капитана госбезопасности, с 3 июня 1940 по 17 марта 1941 года — заместитель начальника Управления НКВД Ферганской области, затем офицер Управления НКГБ/НКВД Новосибирской области. С 19 августа 1942 по 6 февраля 1943 г. — начальник Управления НКВД Новосибирской области, с 6 февраля до мая 1943 — Кемеровской области, 11 февраля 1943 года получил звание подполковника госбезопасности, 25 ноября 1943 назначен полковником госбезопасности.
С 6 августа 1945 года — заместитель народного комиссара/министра, а с 9 апреля 1948 года по 16 марта 1953 года — министр госбезопасности Таджикской ССР, с 16 марта 1953 года по 14 апреля 1954 г. — министр внутренних дел Таджикской ССР, с 14 апреля 1954 г. по 22 февраля 1955 — начальник Управления КГБ по Воронежской области, 23 мая 1956 года уволен со службы.
Депутат Совета Национальностей Верховного Совета СССР 3 и 4 созыва от Таджикской ССР.

## Награды
- Орден Ленина (дважды — 21 мая 1947 года и 17 декабря 1949)
- Орден Красного Знамени (3 ноября 1944)
- Орден Трудового Красного Знамени (29 октября 1949)
- Орден Красной Звезды (20 сентября 1943)
- Орден «Знак Почёта» (24 февраля 1948)
- Знак «Почетный Сотрудник ЧК/ГПУ (XV)» (9 мая 1938)

и 2 медали.